# Lista de deputados estaduais de Alagoas da 13.ª legislatura
Esta é a lista de deputados estaduais de Alagoas para a legislatura 1995–1999.

## Composição das bancadas
| Partido | Líder              | Bancada | Posição  |
| ------- | ------------------ | ------- | -------- |
| PMDB    | João Beltrão       | 6 / 27  | Governo  |
| PSC     | Jota Marques       | 6 / 27  | Oposição |
| PFL     | Jadson Pedro       | 4 / 27  | Oposição |
| PP      | Washington Freitas | 3 / 27  | Oposição |
| PMN     | João Caldas        | 2 / 27  | Oposição |
| PSB     | Francisco Tenório  | 2 / 27  | Oposição |
| PPR     | Cícero Ferro       | 1 / 27  | Oposição |
| PT      | Heloísa Helena     | 1 / 27  | Oposição |
| PTB     | Roberto Torres     | 1 / 27  | Governo  |
| PRP     | Délio Almeida      | 1 / 27  | Oposição |

OBS: O Partido Progressista Renovador (PPR) liderado por Paulo Maluf, mudou seu nome após a eleição para Partido Progressista Brasileiro (PPB).

## Deputados Estaduais
| Número | Deputados estaduais eleitos | Partido | Votação | Percentual | Cidade onde nasceu    | Unidade federativa |
| 39116  | Washington Freitas          | PP      | 18.661  | 3,14%      | Piranhas              | Alagoas            |
| 15151  | Nivaldo Jatobá              | PMDB    | 17.660  | 2,97%      | São Miguel dos Campos | Alagoas            |
| 15105  | João Barbosa Neto           | PMDB    | 17.564  | 2,95%      | Rio Largo             | Alagoas            |
| 11111  | Cícero Ferro                | PPR     | 16.608  | 2,79%      | Minador do Negrão     | Alagoas            |
| 15118  | Luciano Suruagy             | PMDB    | 16.302  | 2,74%      | Maceió                | Alagoas            |
| 20250  | Jota Marques                | PSC     | 15.128  | 2,54%      | Palmeira dos Índios   | Alagoas            |
| 20202  | Francisco Beltrão           | PSC     | 13.670  | 2,30%      | Aracaju               | Sergipe            |
| 15115  | Antônio Albuquerque         | PMDB    | 13.491  | 2,27%      | Limoeiro de Anadia    | Alagoas            |
| 13111  | Heloísa Helena              | PT      | 13.131  | 2,21%      | Pão de Açúcar         | Alagoas            |
| 20120  | Lucila Toledo               | PSC     | 13.113  | 2,20%      | Atalaia               | Alagoas            |
| 25105  | Jadson Pedro                | PFL     | 12.769  | 2,15%      | Craíbas               | Alagoas            |
| 20112  | Celso Luiz                  | PSC     | 12.732  | 2,14%      | Maceió                | Alagoas            |
| 39115  | César Malta                 | PP      | 12.608  | 2,12%      | Maceió                | Alagoas            |
| 33120  | Danilo Damaso               | PMN     | 12.275  | 2,06%      | Anadia                | Alagoas            |
| 25111  | Marcelino dos Santos        | PFL     | 12.092  | 2,03%      | Arapiraca             | Alagoas            |
| 33110  | João Caldas                 | PMN     | 11.693  | 1,96%      | Ibateguara            | Alagoas            |
| 20110  | Oscar Lima                  | PSC     | 11.648  | 1,96%      | União dos Palmares    | Alagoas            |
| 39111  | Temoteo Correia             | PP      | 11.137  | 1,87%      | Anadia                | Alagoas            |
| 15160  | Demuriez Barbosa            | PMDB    | 11.104  | 1,87%      | Delmiro Gouveia       | Alagoas            |
| 25177  | Edival Gaia                 | PFL     | 11.057  | 1,86%      | Marechal Deodoro      | Alagoas            |
| 20121  | Gilvan Barros               | PSC     | 10.917  | 1,83%      | Campo Alegre          | Alagoas            |
| 25123  | Rogério Teófilo             | PFL     | 10.598  | 1,78%      | Maceió                | Alagoas            |
| 14140  | Roberto Torres              | PTB     | 9.977   | 1,68%      | Água Branca           | Alagoas            |
| 15111  | João Beltrão                | PMDB    | 9.865   | 1,66%      | Coruripe              | Alagoas            |
| 40110  | Cícero Amélio               | PSB     | 8.796   | 1,48%      | Maceió                | Alagoas            |
| 44200  | Délio Almeida               | PRP     | 7.749   | 1,30%      | São Miguel dos Campos | Alagoas            |
| 40111  | Francisco Tenório           | PSB     | 6.910   | 1,16%      | Chã Preta             | Alagoas            |